# Zakon o federalnim jedinicama (županijama)
Zakon o federalnim jedinicama (županijama) je ustavni zakon Federacije Bosne i Hercegovine kojim je uspostavljeno deset federalnih jedinica - županija na temelju Ustava Federacije BiH, a stupio je na snagu 12. lipnja 1996.
Zakonom je određeno da su županije obrazovane s obzirom na narodnosno, gospodarsko-funkcionalno, prirodno-zemljopisno i komunikacijsko načelo. Područje županije čine općine i dijelovi općina kako je utvrđeno u Zakonu. Zakonom je određeno da će u Federaciji BiH postojati deset županija čiji će se nazivi i sjedišta odrediti ustavima županija, s tim da nazivi moraju biti utemeljeni na nazivu grada koji je sjedište županije ili regionalno-zemljopisnim odlikama županije.